# Polybrachia annulata
Polybrachia annulata är en ringmaskart som beskrevs av Ivanov 1952. Polybrachia annulata ingår i släktet Polybrachia och familjen skäggmaskar. Inga underarter finns listade i Catalogue of Life.